# Stenbockscher Feldzug
Der Stenbocksche Feldzug von September 1712 bis Mai 1713 war eine gescheiterte schwedische Operation unter Kommando von Magnus Stenbock auf dem Norddeutschen Kriegsschauplatz im Großen Nordischen Krieg.

## Vorgeschichte
Im August 1711 marschierten russische, dänische und sächsische Soldaten in Schwedisch-Pommern ein, besetzten das Land und blockierten die Festung Stralsund weiträumig.
Karl XII. plante im osmanischen Exil in Bender die schwedische Operationsführung. Seine Absicht zielte auf eine deutliche Verstärkung der in Schwedisch-Pommern stehenden Verbände. Anschließend sollten die sächsischen und russischen Truppen wieder aus Schwedisch-Pommern vertrieben werden und einen nördlichen Zangenarm gegen die bei Stettin stehenden russischen Truppen gebildet werden. Feldmarschall Magnus Stenbock wurde mit der Durchführung der Operation betraut. Stenbock hatte an den schwedischen Erfolgen der Jahre 1700 bis 1706 in Polen-Litauen wesentlichen Anteil.

## Feldzugsverlauf

### Übersetzen der Armee nach Rügen

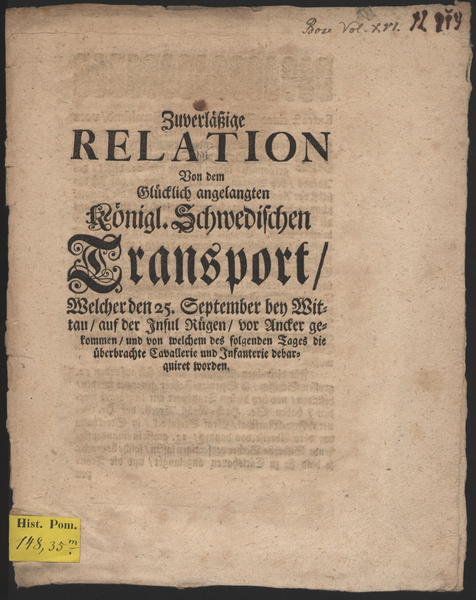
Deckblatt eines Berichts vom September 1712 über die zunächst erfolgreiche schwedische Landung auf Rügen

Zunächst musste der Seeweg nach Rügen gesichert werden. Das in der Ostsee bestehende Kräfteverhältnis begünstigte die Schweden. Dänemark konnte zum gegebenen Zeitpunkt deutlich weniger Kriegsschiffe aufbieten. Die schwedischen Vorbereitungen zur Anlandung größerer
Verbände auf Rügen war den Dänen bekannt aber erst Mitte August stachen die dänischen Verbände in See.
Admiral Wachtmeister verließ am 3. September 1712 Karlskrona mit 24 Kriegsschiffen und drei Fregatten mit insgesamt 1746 Kanonen und 11.130 Mann. An Bord der Schiffe befanden sich 2711 Infanteristen der Regimenter Uppland und Calmar. Hinzu kam eine Anzahl von Infanteristen und Kavalleristen verschiedener Einheiten. Am 4. September kam es zwischen vier schwedischen und mehreren dänischen Schiffen zu einem kurzen Feuergefecht. Ein weiteres kleines Seegefecht entschieden die Schweden am kommenden Tag erneut für sich, so dass die Dänen in die Køgebucht auswichen. Nun gingen auch die Transportschiffe von Karlshamn in See, um Proviant und Waffen nach Rügen zu überführen. Stenbock plante von Putbus aus die weitere Operationsführung und traf sich zu diesem Zwecke mit dem Oberbefehlshaber der schwedischen Truppen in Vorpommern, Generalleutnant Karl Gustav Düker, und dessen Stab.
Am 18. September 1712 führten Verbündete unter russischem Oberbefehl einen Landungsversuch an der Südküste Rügens durch, den die Schweden abwehrten. Stenbock begab sich kurze Zeit später wieder nach Schweden, um die weiteren Transporte zu begutachten. Die fehlgeschlagene Landung der Russen im Süden der Insel ließ ihn befürchten, dass Rügen möglicherweise vor Eintreffen des Transportes in feindliche Hand gelangen könnte. Hinzu kamen schwierige Witterungsbedingungen, die eine Abfahrt ebenfalls erschwerten.
Am 19. September 1712 stach das Expeditionskorps von Karlshamn aus in See. Nahezu 100 Transportschiffe wurden von der schwedischen Flotte begleitet. Admiral Ulrik Christian Gyldenløves Flotte verfügte inzwischen über 22 Kriegsschiffe und erreichte damit Kräfteparität zu den Schweden.

### Verlust der schwedischen Transportflotte
Stenbock erreichte bereits am 25. September Rügen. Die Transportschiffe wurden innerhalb der folgenden beiden Tage entladen und verblieben in der Bucht beim Wittower Posthaus. Am 26. September nahte bereits die dänischeFlotte. Die angelandeten 9423 Mann setzten sich in Marsch. Vom Schicksal der Transportflotte war der Feldzug abhängig, denn in Schweden befanden sich noch große Teile der Versorgungsgüter und Ausrüstung. In einem Manöver gelang es Gyldenlöwe am 29. September, seine Einheiten zwischen die Transportflotte und die Hauptkräfte der schwedischen Marine zu schieben. In der Seeschlacht vor Rügen erlitt die schwedische Transportflotte massive Verluste. Etwa 15 Schiffe sanken und 42 Transporter brannten aus. Stenbock, der sich zum Zeitpunkt dieser militärischen Katastrophe auf Rügen aufhielt, war mit dem Verlust der Transportflotte bereits am Beginn seines Feldzugs gescheitert.

### Ausbruch der schwedischen Verbände aus Stralsund
Stenbocks Verbände marschierten nach Stralsund, vereinigten sich dort mit den in der Festung stehenden Truppen und durchbrachen am 1. November 1712 die Blockade im sächsischen Abschnitt. Zu diesem Zeitpunkt war die schwedische Armee 14.000 Mann stark. 2000 Soldaten verblieben zur Sicherung Stralsunds. Das Ziel Stenbocks war zu diesem Zeitpunkt das schwedische Wismar. Hier wollte er weitere Transporte und Verstärkungen aus Schweden abwarten.
Am 3. November überschritt die Armee Stenbocks die mecklenburgische Grenze. Bei Ribnitz stießen die schwedischen Truppen erneut auf Sachsen und drängten diese in einem für die Sachsen verlustreichen Gefecht zurück. Bei Einmarsch der Schweden in Mecklenburg standen dort 14.000 russische Infanteristen sowie 8000 russische und sächsische Kavalleristen bei Tribsees (Vorpommern) unter dem Kommando August II. Stenbocks Armee griff zunächst nicht an. Die schwedische Armee war ohne Lebensmittel und Munition zu schwach für militärische Handlungen. Um von See eintreffenden Nachschub schnell aufnehmen zu können, hielt sich die Armee grundsätzlich an der Küste auf und ging bei Rostock über die Warnow. In Schwaan errichtete Stenbock sein Hauptquartier und legte seine Truppen in die umliegenden Orte, während sich die Sachsen und Russen zu jenem Zeitpunkt bei Güstrow befanden.
Stenbock koordinierte Diplomatie mit militärischer Gewalt. Er wusste vom gespannten Verhältnis der Nordischen Alliierten und hoffte einen Separatfrieden mit August dem Starken auszuhandeln. Am 1. Dezember gelang ihm der Abschluss eines zweiwöchigen Waffenstillstandes. Wenige Tage später marschierten aus Hamburg kommend, dänische Truppen unter dem Oberbefehl Jobst von Scholtens in Mecklenburg ein. Am 15. Dezember 1712 blieben diese Truppen im Raum Gadebusch stehen. Am selben Tag brach Stenbock in Richtung Gadebusch auf. Stenbock musste gegen die Dänen operieren. Diese unterbanden für die Schweden gezielt die Möglichkeiten, sich aus dem Lande zu versorgen. Mit Streifzügen drangsalierten sie die Zivilbevölkerung und vernichteten oder beschlagnahmten Nahrungsmittel.

### Schlacht bei Gadebusch

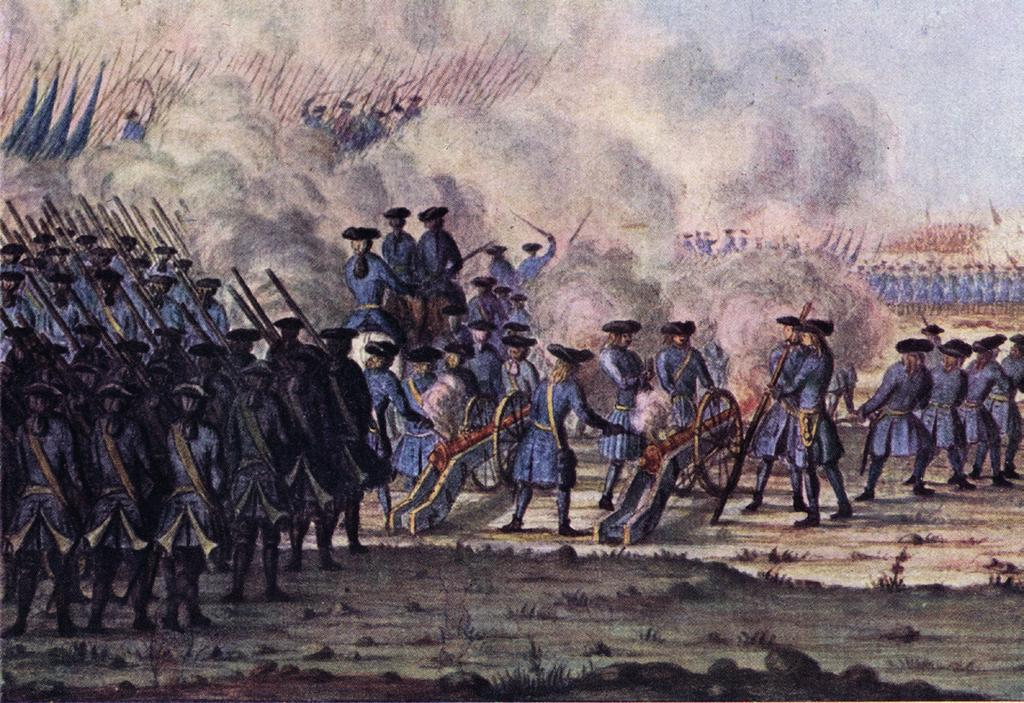
Schwedische Truppen in der Schlacht bei Gadebusch

Am 14. Dezember 1712 nahmen die Schweden in Nähe der Warnow ihren Vormarsch wieder auf. Jobst von Scholtens Truppen standen unverändert weiter westlich bei Gadebusch. Stenbocks Armee näherte sich den Dänen am Abend des 18. Dezember auf zehn bis zwölf Kilometer. Die dänische Truppen unterließen es, rechtzeitig Tuchfühlung mit den südlich des Schweriner Sees stehenden russischen Alliierten aufzunehmen.
Am frühen Morgen des 19. Dezember griff Stenbock die Dänen südlich von Gadebusch bei Wakenstedt an. Gegen 13.00 Uhr eröffnete die schwedische Artillerie das Feuer, das sich sofort als sehr wirkungsvoll erwies. Bei Einbruch der Dunkelheit endeten die Kampfhandlungen mit einem schwedischen Sieg. Trotz des taktisch-operativen Erfolges blieb Stenbocks Korps hoffnungslos unterlegen.

### Kämpfe in Schleswig-Holstein

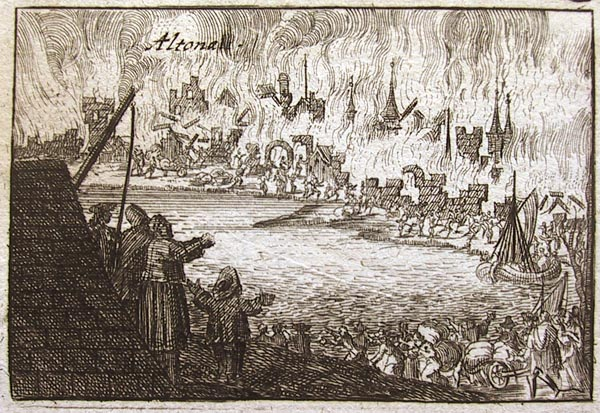
Schwedenbrand 1713

Nach der gewonnenen Schlacht war der Weg frei, die eigentlichen Ziele Karls XII. in die Tat umzusetzen. Die Initiative lag bei den Schweden. Noch im Dezember 1712 überschritten Stenbocks Verbände die zugefrorene Trave und nahmen vorübergehend bei Bad Segeberg Quartier. Die Dänen begaben sich am 27. Dezember aus ihren lauenburgischen Winterquartieren zum erneuten Angriff auf das Stenbocksche Korps. Überraschend traf sie die Nachricht, dass die Schweden die dänischen Festungen Rendsburg und Glückstadt unbeachtet ließen und stattdessen südlich auf Altona schwenkten.
Teile der Dänen marschierten erneut nach Mecklenburg und vereinigten sich dort mit sächsischen und russischen Truppen bei Crivitz, während eine zweite Heeresabteilung nach Norden auswich, um sich mit frischen Truppen zu vereinigen. Stenbock ließ in der Zwischenzeit die Stadt Altona in Brand stecken.
Die stenbockschen Verbände plünderten auch die holsteinischen Marschlanden. Stenbocks Armee marschierte Ende Januar 1713 nach Friedrichstadt. Am 24. Januar griffen starke alliierte Kräfte unter dem russischen General Christian Felix Bauer schwedische Vorposten an der Treene an.

### Kapitulation der Schweden

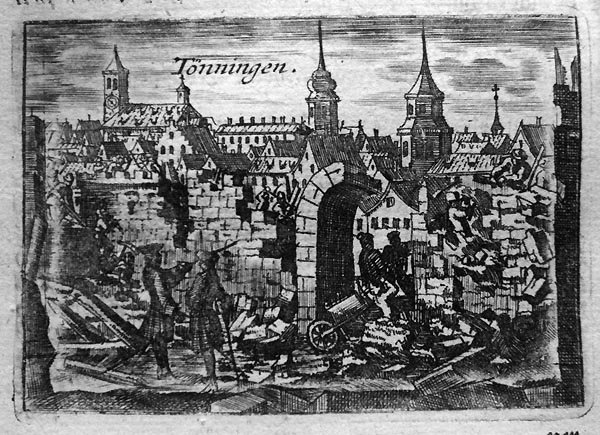
Die Tönninger Festung wurde 1714 vollständig geschleift

In Verhandlungen mit Holstein-Gottorf gelang es dem Marschall, die Festung Tönning als Stationierungsort seines Korps zu gewinnen. Während starke alliierte Verbände am 12. Februar Stenbocks Truppen bei Friedrichstadt angriffen, verlegten andere durch Besetzung Koldenbüttels den Weg nach Tönning.
Die Schweden attackierten diese Gegner mit Kavallerieregimentern erfolgreich und marschierten weiter nach Tönning. In diese Festung wurden mehrere Regimenter einquartiert, weitere in den Westen Eiderstedts. In Tönning sah sich Stenbock mit einer unerträglich schlechten Versorgungslage konfrontiert. Ein Ausharren in der Festung war aussichtslos. Die Armeeführung
wollte die Verbände wieder nach Mecklenburg zurückzuführen. Der Versuch, den Fluss wieder zu überqueren, wurde von den nordischen Alliierten entdeckt. Die Verbündeten reagierten sofort mit einer Zusammenziehung aller verfügbaren Kräfte, die denen der Schweden um das Dreifache überlegen waren. Somit schwand auf schwedischer Seite jede Hoffnung auf einen glücklichen Ausgang des Feldzuges. Mitte April unternahm Stenbocks Armee einen letzten Versuch, die feindlichen Linien in Richtung Friedrichstadt zu durchbrechen. Sie scheiterte am gegnerischen Widerstand. Stattdessen zwangen die Alliierten am 26. April 1713 die Schweden, sich in die Festung Tönning zurückzuziehen. Am 4. Mai 1713 begann die förmliche Belagerung. Sie fand mit der Kapitulation Stenbocks am 16. Mai ihren Abschluss. Stenbock wurde als Gefangener nach Kopenhagen verbracht.

## Auswirkungen des Feldzugs
Der Feldzug Stenbocks wurde international aufmerksam beobachtet. Er brachte schweres Leid über die unmittelbar von Durchzügen
betroffene Bevölkerung. Als Zar Peter von der Niederbrennung Altonas erfuhr, ordnete er an, vier vorpommersche Städte zur Vergeltung ebenso in Brand zu stecken: Gartz an der Oder, Wolgast, Anklam und Demmin. Am 16. März 1713 ging Gartz in Flammen auf, elf Tage später brannte Wolgast. Als russische Truppen Anklam anzünden wollten, bat der dänische Admiral Christian Thomsen Carl den russischen General Staff um einen zeitlichen Aufschub. Staff wies die Bitte seines Verbündeten zurück. Carlson bezeichnete Staff daraufhin als Mordbrenner. Beide führten daraufhin ein Duell. Es wurde auf dem Greifswalder Marktplatz ausgetragen und endete mit dem Tod Carls. Staff wurde daraufhin inhaftiert, so dass die Stadt Anklam Zeit gewann. Kurz nach dem Vorfall traf ein Bote Alexander Danilowitsch Menschikows in Greifswald ein, der die Aufhebung des Befehls Peters brachte.
Die letzte große Offensive Schwedens in Norddeutschland erwies sich als aussichtsloser Versuch Karls XII., die Initiative erneut an sich zu reißen. Ausschlaggebend dafür war die Vernichtung der Transportflotte im September 1712.